# Мігалатюк Ігор Володимирович
Мігалатю́к І́гор Володи́мирович (нар. 27 червня 1976, Чернівці) — український футболіст, півзахисник. Відомий за виступами за чернівецьку «Буковину» та одеський «Чорноморець». Провів понад 400 офіційних матчів у складі українських команд за роки незалежності. Автор дебютного гола «Буковини» у Першій лізі України.

## Кар'єра
Ігор Володимирович вихованець чернівецької ДСЮШ «Буковина», а професійну кар'єру розпочав 1994 року. За період 1995-1996 років встиг зігради у ряді українських команд: «Буковина» (Чернівці), «Підгір'я» (Сторожинець), «Галичина» (Дрогобич), «Меблевик» (Чернівці) та в молдавській «Олімпії» в 1997 році Ігор повернувся до «Буковини, де програв до літа 2001 року. 
В зв'язку з жахливим сезоном 2000-2001 у «Буковині», Мігалатюк, як і ряд інших гравців, залишає рідний клуб та отримує одразу ж запрошення до Одеси у ФК «Чорноморець», який дебютувала у вищій лізі України. Згодом Мігалатюк перейшов до вінницької «Ниви», виступав у клубах «Спартак» (Івано-Франківськ), «Десна» (Чернігів), «Енергетик» (Бурштин). Влітку 2009 року знову повернувся до рідної команди, де відіграв один сезон та завершив кар'єру гравця.

### Життя поза футболом
Одружений, виховує двох дочок. Із 2015 року працює на телеканалі «Чернівці», а саме співкоментатором домашніх матчів ФК «Буковини».

## Досягнення
Буковина (Чернівці)
- Переможець Другої ліги України (2) : 1999/00, 2009/10.

Чорноморець (Одеса)
- Срібний призер Першої ліги України (1) : 2001/02.